# Hohenfeld (Gemeinde Straßburg)
Hohenfeld ist eine Ortschaft in der Stadtgemeinde Straßburg im Bezirk St. Veit an der Glan in Kärnten (Österreich). Die Ortschaft hat 14 Einwohner (Stand 1. Jänner 2024).

## Geografie
Der Weiler liegt am Ostrand der Gemeinde Straßburg, am Rand einer Terrasse oberhalb der Einmündung der Gurktal Straße (B 93) in die Friesacher Straße (B 317) und oberhalb des Zusammenflusses von Metnitz und Gurk.

## Baudenkmale
In Hohenfeld gibt es zwei denkmalgeschützte Objekte:
- die Kath. Pfarrkirche hl. Radegundis (Hohenfeld 6), ein romanischer Bau mit spätgotischem Sakristeiturm, mitsamt dem Friedhof (Listeneintrag).
- der Pfarrhof (Hohenfeld 3) (Listeneintrag).

## Geschichte
1043 gründete Hemma von Gurk hier eine Kirche. 1249 wird die Pfarre St. Radegund genannt. Der Ortsname Hohenfeld ist ab 1453 belegbar. 1482 eroberten die Ungarn den Ort. Seit Gründung der Ortsgemeinden Mitte des 19. Jahrhunderts gehört der Ort zur Gemeinde Straßburg; zunächst wurde er als Teil der Ortschaft Zwischenwässern geführt. 1945 wurde die Kirche durch alliierte Bomber beschädigt, die die nahegelegene Eisenbahnbrücke zerstören wollten. Seit 1971 wird Hohenfeld als eigene Ortschaft geführt.

## Bevölkerungsentwicklung
Für Hohenfeld ermittelte man folgende Einwohnerzahlen:
als Teil der Ortschaft Zwischenwässern:
- 1880: 3 Häuser, 23 Einwohner[2]
- 1890: 3 Häuser, 15 Einwohner[3]
- 1900: 3 Häuser, 23 Einwohner[4]
- 1910: 3 Häuser, 35 Einwohner[5]
- 1923: 9 Häuser, 65 Einwohner[6]
- 1951: 4 Häuser, 18 Einwohner[7]
- 1961: 4 Häuser, 18 Einwohner[8]

als Ortschaft:
- 2001: 6 Gebäude (davon 5 mit Hauptwohnsitz) mit 5 Wohnungen; 19 Einwohner und 0 Nebenwohnsitzfälle; 5 Haushalte; 0 Arbeitsstätten, 0 land- und forstwirtschaftliche Betriebe[9]
- 2011: 5 Gebäude, 17 Einwohner, 4 Haushalte, 2 Arbeitsstätten[10]
- 2021: 5 Gebäude, 15 Einwohner, 5 Haushalte, 2 Arbeitsstätten[11]